# Lycosa ovalata
Lycosa ovalata este o specie de păianjeni din genul Lycosa, familia Lycosidae, descrisă de Franganillo, 1930.
Este endemică în Cuba. Conform Catalogue of Life specia Lycosa ovalata nu are subspecii cunoscute.